# C/1846 S1 de Vico
La cometa C/1846 S1 de Vico è una cometa non periodica scoperta il 23 settembre 1846 dall'astronomo italiano Francesco de Vico.